# Episodi di Wild Bill Hickok (terza stagione)
La terza stagione della serie televisiva Wild Bill Hickok è andata in onda negli Stati Uniti dal 27 gennaio 1952 al 30 giugno 1952 in syndication.
| nº | Titolo originale               | Prima TV USA     |
| -- | ------------------------------ | ---------------- |
| 1  | Civilian Clothes               | 27 gennaio 1952  |
| 2  | Medicine Show                  | 3 febbraio 1952  |
| 3  | Blacksmith Story               | 10 febbraio 1952 |
| 4  | Mexican Gun Running Story      | 17 febbraio 1952 |
| 5  | Schoolteacher Story            | 24 febbraio 1952 |
| 6  | Vigilante Story                | 3 marzo 1952     |
| 7  | The Professor's Daughter       | 10 marzo 1952    |
| 8  | Photographer Story             | 17 marzo 1952    |
| 9  | The Outlaw's Son               | 24 marzo 1952    |
| 10 | Savvy, the Smart Little Dog    | 31 marzo 1952    |
| 11 | Ghost Rider                    | 7 aprile 1952    |
| 12 | Wild White Horse               | 14 aprile 1952   |
| 13 | Lumber Camp Story              | 21 aprile 1952   |
| 14 | The Trapper Story              | 28 aprile 1952   |
| 15 | The Boy and the Bandit         | 5 maggio 1952    |
| 16 | A Joke on Sir Anthony          | 12 maggio 1952   |
| 17 | Wrestling Story                | 19 maggio 1952   |
| 18 | Jingles Becomes a Baby Sitter  | 26 maggio 1952   |
| 19 | The Fortune Telling Story      | 9 giugno 1952    |
| 20 | A Close Shave for the Marshall | 16 giugno 1952   |
| 21 | Prairie Flats Land Swindle     | 23 giugno 1952   |
| 22 | Marriage Feud of Ponca City    | 30 giugno 1952   |

## Civilian Clothes
- Diretto da:
- Scritto da:

### Trama
- Interpreti: Guy Madison (U.S. Marshal James Butler Wild Bill Hickok), Andy Devine (vice Marshal Jingles Jones), Leonard Penn (Jim Moore), Norma Eberhardt (Jane Stafford), Tristram Coffin (Banker Stafford), Rick Vallin (Frank Norton), Pat Mitchell (Stable Boy), John Merton (Elliott), Fred Kelsey (dottor), Bill Hale (Blackie Harris), Whitey Hughes (scagnozzo), Jack Low (Stage Guard Sam)

## Medicine Show
- Diretto da:
- Scritto da:

### Trama
- Interpreti: Guy Madison (U.S. Marshal Wild Bill Hickok), Andy Devine (vice Marshal Jingles), Ralph Sanford (Doc Bunion), Fred Kohler Jr. (Languth), Tom Monroe (Joe Guerney), Larry Hudson (Pete Guerney), Peter McCabe (Wells Fargo Manager Tom), Bill Coontz (Paxton), George Sherwood (Heckler)

## Blacksmith Story
- Diretto da:
- Scritto da:

### Trama
- Interpreti: Guy Madison (U.S. Marshal Wild Bill Hickok), Andy Devine (vice Marshal Jingles), Carole Mathews (Anne Hardy), Robert Livingston (Nate Finch), Sam Flint (Doc Higgins), Richard Alexander (Luke Barstow), Merrill McCormick (Clerk Sam Peters), Buddy Roosevelt (cittadino)

## Mexican Gun Running Story
- Diretto da:
- Scritto da:

### Trama
- Interpreti: Guy Madison (U.S. Marshal Wild Bill Hickok), Andy Devine (vice Marshal Jingles), Rand Brooks (Ed Chandler), Theodora Lynch (June Chandler), Murray Alper (Ace Parker), Sujātā (Marguerita), Paul Fierro (Ramon), Tom Tyler (sceriffo), Bud Osborne (scagnozzo Denton), Monte Montague (scagnozzo), Neyle Morrow, Charles Stevens, Bob Woodward (scagnozzo Williams)

## Schoolteacher Story
- Diretto da:
- Scritto da:

### Trama
- Interpreti: Guy Madison (U.S. Marshal Wild Bill Hickok), Andy Devine (vice Marshal Jingles Jones), Emory Parnell (professor Kleinberg), Rory Mallinson (Sam Roca), Anna Lee Carroll (Betty Chester), Steve Pendleton (scagnozzo Bailey), Don C. Harvey (scagnozzo Sykes), Peter J. Votrian (Mike), Isa Ashdown (Marsha), Nadine Ashdown (Pam), Jim Flowers (Jim)

## Vigilante Story
- Diretto da:
- Scritto da:

### Trama
- Interpreti: Guy Madison (U.S. Marshal James Butler 'Wild Bill Hickok), Andy Devine (vice Marshal Jingles P. Jones), Tom Neal (Lash Corby), Gregg Barton (Bronson), Shannon O'Neal (Ellen Rawlings), William Ruhl (John Rawlings), James Parnell (Bart - the Blacksmith), Roland Varno (Clem), Perry Ivins (Bill Wilkins), Leonard P. Geer (Farmer), George J. Lewis (Undetermined Role)

## The Professor's Daughter
- Diretto da:
- Scritto da:

### Trama
- Interpreti: Guy Madison (U.S. Marshal Wild Bill Hickok), Andy Devine (vice Marshal Jingles), Byron Foulger (professor Gray), Martha Hyer (Elsa Gray), Robert Blake (Rain Cloud), James Bush (Draco), Henry Rowland (scagnozzo Spike), Bud Osborne (Stage driver Mack), Tex Palmer (Fan of Elsa)

## Photographer Story
- Diretto da:
- Scritto da:

### Trama
- Interpreti: Guy Madison (U.S. Marshal Wild Bill Hickok), Andy Devine (vice Marshal Jingles P. Jones), Dorothy Patrick (Terry), John Ridgely (Lawyer Downey), I. Stanford Jolley, Ferris Taylor (Frank Williams), William Fawcett (Doc Parker), John Parrish (scagnozzo Prichard), Dick Rich (scagnozzo Allison), John L. Cason (scagnozzo Gillis), Lee Roberts (Leach)

## The Outlaw's Son
- Diretto da:
- Scritto da:

### Trama
- Interpreti: Guy Madison (Marshal Wild Bill Hickok), Andy Devine (vice Marshal Jingles), Steve Darrell (Big Jack Fallon), Dan White (Pinto), Ralph Reed (Drew Fallon), Anne Kimbell (Sally)

## Savvy, the Smart Little Dog
- Diretto da:
- Scritto da:

### Trama
- Interpreti: Guy Madison (U.S. Marshal James Butler Wild Bill Hickok), Andy Devine (vice Marshal Jingles P. Jones), George Eldredge (Simmons), Jean Dean (Debbie Simmons), William Haade (Replaced by Pyle (credit only)), Howard Negley (Digger O'Daniel), Francis Ford (Rimrock Robby), Steve Clark (dottore), Buddy Roosevelt (cittadino)

## Ghost Rider
- Diretto da:
- Scritto da:

### Trama
- Interpreti: Guy Madison (U.S. Marshal James Butler 'Wild Bill Hickok), Andy Devine (vice Marshal Jingles P. Jones), Paul Bryar (Ed Grannis), Ethan Laidlaw (Ben Lesley), Hank Patterson (Jess Morgan), Steve Pendleton (Curt Lesley), William Vedder (Pops Garroway)

## Wild White Horse
- Diretto da:
- Scritto da:

### Trama
- Interpreti: Guy Madison (U.S. Marshal Wild Bill Hickok), Andy Devine (vice Marshal Jingles P. Jones), Sally Fraser (Nancy Latham), Robert Hyatt (Tommy Latham), Frank Fenton (Jed Latham), Pierce Lyden (scagnozzo Powers), Fred Kelsey (vecchio Timer), Wes Hudman (scagnozzo Stuart), Guy Wilkerson (Jess Hunter)

## Lumber Camp Story
- Diretto da:
- Scritto da:

### Trama
- Interpreti: Guy Madison (U.S. Marshal James Butler 'Wild Bill Hickok), Andy Devine (vice Marshal Jingles P. Jones), Frances Charles (Cissy), Harry Lauter (Webb), George Barrows (LaFarge), Kenne Duncan (Ben), Fred Krone (Lumberjack)

## The Trapper Story
- Diretto da:
- Scritto da:

### Trama
- Interpreti: Guy Madison (U.S. Marshal Wild Bill Hickok), Andy Devine (vice Marshal Jingles P. Jones), Jeanne Cagney (Doris), James Bell (Jim Corbett), Clayton Moore (Larson), Marshall Reed (DuBois), Hal Gerard (Doc Barton), Jack Reynolds (Joe Douglas)

## The Boy and the Bandit
- Diretto da:
- Scritto da:

### Trama
- Interpreti: Guy Madison (Marshal Wild Bill Hickok), Andy Devine (vice Marshal Jingles), Henry Blair (Jimmy Peters), John Merton (Ed Hartman), Bruce Edwards (Whitey Peters), Buddy Roosevelt (Blacksmith Judd), Michael Vallon (Wounded man), Edmund Cobb (sceriffo)

## A Joke on Sir Anthony
- Diretto da:
- Scritto da:

### Trama
- Interpreti: Guy Madison (U.S. Marshal Wild Bill Hickok), Andy Devine (vice Marshal Jingles P. Jones), Dick Cavendish (Sir Anthony Aldershot), Dick Elliott (Mayor), I. Stanford Jolley (Gang Leader), Gerald Oliver Smith (Equerry), Russ Whiteman (Apperson), Parke MacGregor (Doc Miller), Guy Teague (membro della banda)

## Wrestling Story
- Diretto da:
- Scritto da:

### Trama
- Interpreti: Guy Madison (U.S. Marshal Wild Bill Hickok), Andy Devine (vice Marshal Jingles P. Jones), Douglas Fowley (Ed Ruskin), Karl 'Killer' Davis (Abdul), Rand Brooks (Bob Purdy), Frank J. Scannell (Abdul's Second), House Peters Jr. (Jason), Lyle Talbot (sportellista della banca), Henry Kulky (Referee), Mathew McCue (cittadino), Bob McElroy (spettatore), Fred Sherman (addetto al telegrafo), Tom Smith (spettatore)

## Jingles Becomes a Baby Sitter
- Diretto da:
- Scritto da:

### Trama
- Interpreti: Guy Madison (U.S. Marshal Wild Bill Hickok), Andy Devine (vice Marshal Jingles), Raymond Hatton (Webley), Toni Gerry (Nancy Chambers), Dennis Moore (vice sceriffo), Riley Hill (Joel Chambers), Effie Laird (Farmer's Wife), Ray Parsons (Farmer Jake), Al Bridge (sceriffo)

## The Fortune Telling Story
- Diretto da:
- Scritto da:

### Trama
- Interpreti: Guy Madison (U.S. Marshal Wild Bill Hickok), Andy Devine (vice Marshal Jingles Jones), Florence Auer (Madame Claire), Charles Halton (Charles Nichols), Marvin Press (Louis), Elizabeth Harrower (Mrs. Nichols), Reed Howes (scagnozzo)

## A Close Shave for the Marshall
- Diretto da:
- Scritto da:

### Trama
- Interpreti: Guy Madison (U.S. Marshal James Butler 'Wild Bill Hickok), Andy Devine (vice Marshal Jingles P. Jones), Steve Brodie (Matt), Harry Harvey (sceriffo), Byron Foulger (Henry Hooper), Robert Filmer (Banker Wade), Burt Wenland (Jake)

## Prairie Flats Land Swindle
- Diretto da:
- Scritto da:

### Trama
- Interpreti: Guy Madison (U.S. Marshal Wild Bill Hickok), Andy Devine (vice Marshal Jingles Jones), Douglas Evans (Pony Pierce), Irving Bacon (sceriffo), Robert Hyatt (Jamie), Fred Libby (Blackjack, fake Driscoll), Terry Frost (Ben, fake Moss), Sam Flint (constable), Fred Kelsey (cittadino)

## Marriage Feud of Ponca City
- Diretto da:
- Scritto da:

### Trama
- Interpreti: Guy Madison (U.S. Marshal Wild Bill Hickok), Andy Devine (vice Marshal Jingles), Nelson Leigh (Clyde Manson), Anna Lee Carroll (Ada Beecher), Forrest Taylor (vecchio Ira Beecher), Bobby Jordan (Steve Manson), Louise Lorimer (Martha Ward), Paul McGuire (Mort Ramsey), Ed Cassidy (sceriffo Bob), Lee Roberts (Denny)